# Петдесет нюанса сиво (филм)
„Петдесет нюанса сиво“ (на английски: Fifty Shades of Grey) е американски филм на режисьора Сам Тейлър-Джонсън по адаптиран сценарий на Кели Марсел от едноименния бестеселър на английската писателка Е. Л. Джеймс. Действието засяга еротичната връзка между девствена студентка и млад бизнес магнат.

## Премиера
Премиерата на филма е на 11 февруари 2015 г. на „Берлинале“. Два дни по-късно излиза в Съединените щати за Свети Валентин. На същия ден е и премиерата в България.